# Typhlops
Genre
Synonymes
- Antillotyphlops Hedges, Marion, Lipp, Marin & Vidal, 2014
- Cubatyphlops Hedges, Marion, Lipp, Marin & Vidal, 2014

Typhlops est un genre de serpents de la famille des Typhlopidae.

## Répartition
Les 49 espèces de ce genre se rencontrent dans les Antilles, en Guyane française,ainsi qu'au Cameroun, au Ghana, au Sénégal et en Côte d'Ivoire.

## Liste d'espèces
Selon The Reptile Database (3 septembre 2014) :
- Typhlops agoralionis Thomas & Hedges, 2007
- Typhlops anchaurus Thomas & Hedges, 2007
- Typhlops annae Breuil, 1999
- Typhlops anousius Thomas & Hedges, 2007
- Typhlops arator Thomas & Hedges, 2007
- Typhlops biminiensis Richmond, 1955
- Typhlops capitulatus Richmond, 1964
- Typhlops catapontus Thomas, 1966
- Typhlops caymanensis Sackett, 1940
- Typhlops contorhinus Thomas & Hedges, 2007
- Typhlops disparilis Jan, 1860
- Typhlops dominicanus Stejneger, 1904
- Typhlops epactius Thomas, 1968
- Typhlops eperopeus Thomas & Hedges, 2007
- Typhlops geotomus Thomas, 1966
- Typhlops golyathi Dominguez & Moreno, 2009
- Typhlops gonavensis Richmond, 1964
- Typhlops granti Ruthven & Gaige, 1935
- Typhlops guadeloupensis Richmond, 1966
- Typhlops hectus Thomas, 1974
- Typhlops hypomethes Hedges & Thomas, 1991
- Typhlops jamaicensis (Shaw, 1802)
- Typhlops leptolepis Dominguez, Fong & Iturriaga, 2013
- Typhlops longissimus (Duméril & Bibron, 1844)
- Typhlops lumbricalis (Linnaeus, 1758)
- Typhlops monastus Thomas, 1966
- Typhlops monensis Schmidt, 1926
- Typhlops naugus Thomas, 1966
- Typhlops notorachius Thomas & Hedges, 2007
- Typhlops oxyrhinus Dominguez & Diaz, 2011
- Typhlops pachyrhinus Dominguez & Diaz, 2011
- Typhlops paradoxus Thomas, 1968
- Typhlops perimychus Thomas & Hedges, 2007
- Typhlops platycephalus Duméril & Bibron, 1844
- Typhlops proancylops Thomas & Hedges, 2007
- Typhlops pusillus Barbour, 1914
- Typhlops richardi Duméril & Bibron, 1844
- Typhlops rostellatus Stejneger, 1904
- Typhlops satelles Thomas & Hedges, 2007
- Typhlops schwartzi Thomas, 1989
- Typhlops silus Legler, 1959
- Typhlops sulcatus Cope, 1868
- Typhlops sylleptor Thomas & Hedges, 2007
- Typhlops syntherus Thomas, 1965
- Typhlops tetrathyreus Thomas, 1989
- Typhlops titanops Thomas, 1989

## Taxinomie
Ce genre a été révisé en 2014 par Hedges, Marion, Lipp, Marin et Vidal puis Pyron et Wallach.

## Publication originale
- Oppel, 1811 : Die Ordnungen, Familien und Gattungen der Reptilien, als Prodrom einer Naturgeschichte derselben. J. Lindauer, München (texte intégral).